# Newton de Barros Bello
Newton de Barros Bello (São Bento, 1907 — 1976) foi um advogado, promotor público e político brasileiro.
Vereador à câmara municipal da capital maranhense São Luís entre 1947 a 1950, Deputado Estadual de 1950 a 1954, Deputado Federal de 1954 a 1958 e de 1958 a 1962, pelo PSD. Em 1954, renuncia à suplência de senador para possibilitar a eleição de Assis Chateaubriand ao Senado pelo Maranhão, em 1955. No governo de Matos Carvalho, ocupa a secretaria de Interior, Justiça e Segurança, no exercício da qual se habilita a candidatar-se a governador. Vitorioso no pleito de 1960 juntamento com o seu vice na chapa Alfredo Duailibe. Ele foi o último governador eleito pelo grupo chefiado à época pelo Senador Vitorino Freire, com quem rompe em 1964.
Foi governador do estado do Maranhão, de 31 de janeiro de 1961 a 31 de janeiro de 1966.
Foi casado com Aldenora Bello, primeira-dama que se destacou na construção do hospital filantrópico Hospital do Câncer Aldenora Bello (HCAB), que recebeu seu nome e é referência no tratamento de câncer no estado, sendo mantido pela Fundação Antônio Dino.